# Palm Bay
Palm Bay – miasto (city) w hrabstwie Brevard, we wschodniej części stanu Floryda, w Stanach Zjednoczonych, położone nad zatoką Palm Bay w lagunie Indian River. Według spisu w 2020 roku liczy 119,8 tys. mieszkańców. 
Obszar ten zasiedlony został w połowie XIX wieku. Osada, początkowo nazwana Tillman, w 1925 roku przemianowana została na Palm Bay. W 1960 roku nastąpiło oficjalne założenie miasta, liczącego wówczas niespełna 3000 mieszkańców. Zlokalizowane nieopodal Centrum Kosmiczne imienia Johna F. Kennedy’ego oraz instalacje US Air Force (bazy lotnicze Cape Canaveral i Patrick) przyczyniły się do szybkiego rozwoju miasta, którego liczba ludności do 1990 roku przekroczyła 60 000.
Gospodarka Palm Bay opiera się na turystyce i przemyśle wysokiej technologii.